# Homonim (szaradziarstwo)
Homonim (szaradziarstwo) – rodzaj niediagramowego (słownego) zadania szaradziarskiego polegającego na odgadnięciu wyrazu lub zwrotu występującego co najmniej dwukrotnie, mającego takie samo brzmienie i pisownię, ale odmienne znaczenia i pochodzenie.

## Przykłady
O pewnych uczniach
Tuż przed klasówką zawzięcie  __ __ __ __ ,
by pamiętać wzór na powierzchnię  __ __ __ __ .
Rozwiązanie: kuli.
O pewnym uczniu
Materiał na klasówkę powtarza już od  __ __ __ __ __ __ __ __ __ ,
Ale nadal poprawnie pisemnie  __ __ __ | __ __ __ __ __ __ .
Rozwiązanie: niedzieli, nie dzieli.